# Fabrizio Faniello
Fabrizio Faniello (Floriana, 27 de abril de 1981-) é um cantor pop maltês. Ele representou Malta no Festival Eurovisão da Canção em  2001 e 2006..Ele é visto por muitos como uma esperança de Malta, na sua cena eletrónica experimental jovem, contribuindo para diversas coletâneas internacionais e colaborou com artistas bem conhecidos tão diversos como Jim O'Rourke , Fennesz , Ryuichi Sakamoto , Richard D. James e Masami Akita.

## Família
Faniello Fabrizio é o mais velho dos três filhos de Vincenzo e Faniello Anna. Ele tem duas irmãs mais novas, Claudia e Miriana. Claudia também é uma cantora e se apresentou em vários festivais de Malta já, incluindo a Malta Song For Europe 2006, 2007, 2008 e 2010. Claudia também fazer um show em Reggio di Calabria.

## Biografia
Faniello descobriu a sua paixão pela música desde cedo. Sua professora o aconselhou a ter aulas de canto. No entanto, Faniello também estava interessado em jogar futebol. Em 1997, ele jogou durante um ano, em Turim.
Quando tinha 16 anos no entanto, que ele escolheu para fazer a sua profissão de música e voltou a Malta. Entretanto, ele lançou três álbuns e vários singles de sucesso. Embora ele tenha visto o maior sucesso em Malta, seus singles e álbuns foram lançados em muitos outros países europeus. Ele marcou um hit Top 10 com "O Apito Hit" na Suécia , em 2004, seguido por outro gráfico pequeno hit "Bye Baby Bye Bye" na Suécia em 2005. Faniello é conhecido principalmente pela música Europop luz, mas sua vontade de experimentar fora das estruturas convencionais de música, incluindo incursões harsh noise, foram recebidos com aclamação da crítica.
Ele participou do Festival Eurovisão da Canção 2001,  onde terminou em 9.º lugar. Ele também participou várias vezes na pré-seleção maltesa o Festival Eurovisão da Canção (veja abaixo para obter informações adicionais). Em 2006, ele mais uma vez representou Malta no Festival Eurovisão da Canção, e terminou em 24.º lugar
A gestão de  Faniello está localizada na Alemanha e muitas das suas canções foram escritas ou co-escritas por compositores alemães.

## Eurovisão
Faniello participou várias vezes nas  pré-selecções maltesas para o Festival Eurovisão da Canção:
- 1998 - "More Than Just A Game" (2 º lugar entre 20 concorrentes)
- 1999 - "Thankful For Your Love" (8 º lugar em 16 concorrentes)
- 2000 - "Change Of Heart" (2 º lugar entre 16 concorrentes)
- 2001 - "Outra Noite de Verão" (1 º lugar entre 16 concorrentes) - (9 Colocado na Eurovisão )
- 2004 - "Did I Ever Tell You" (3 º lugar em 16 concorrentes)
- 2005 - "Don't Tell It" (fora o 12 º lugar de 22 competidores)
- 2006 - "I Do" (1 º lugar entre 18 competidores) - (24.º lugarna Eurovisão )
- 2011 - "No Surrender"

As canções  "Change Of Heart" e "Another Summer Night" foram posteriormente incluídos em seu primeiro álbum When I'm Dreaming . As canções "Did I Ever Tell You" e "Don't Tell It" foi lançado em seu álbum de 2005 " Acredite .
A primeira vez que ele venceu a pré-seleções com a canção "Outra Noite de Verão". Ele representou Malta no Festival Eurovisão da Canção 2001 , em Copenhaga , Dinamarca e conseguiu atingir o 9 º lugar. Este foi o início de sua carreira internacional

## Discografia

### Álbuns
- 2001: While I'm Dreaming #1 Malta
- 2004: When We Danced #1 Malta
- 2005: Believe #1 Malta
- 2007: Hits & Clips #1Malta

### Singles
- 2001: "Another Summer Night"
- 2001: "My Girl"
- 2002: "Show Me Now"
- 2002: "Let Me be Your Lover"
- 2002: "Just 4 Christmas"
- 2004: "When We Danced"
- 2004: "I'm in Love (The Whistle Song)" #1 Malta, #7 Suécia (15 semanas no  Top-20), #11 Finlândia
- 2005: "Love on the Radio"
- 2006: "I Do"
- 2006: "Believe"
- 2007: "Love Me or Leave Me"
- 2007: "I Need to Know"
- 2010: "I No Can Do" (cover version of "Cari Jodoh" by Wali Band)
- 2010: "My Heart is Asking You" (cover version of "Baik Baik Sayang" por Wali Band)